# Aspidosiphon elegans
Aspidosiphon elegans är en stjärnmaskart som först beskrevs av Adelbert von Chamisso och Karl Wilhelm Eysenhardt 1821.  Aspidosiphon elegans ingår i släktet Aspidosiphon och familjen Aspidosiphonidae. Inga underarter finns listade i Catalogue of Life.